# 第六日
是一部於2000年出品的由羅傑·史波提斯伍德执导，阿诺德·施瓦辛格主演的美国科幻电影。故事背景在近未来的2015年，阿诺德·施瓦辛格在片中饰演一名被克隆的男人亚当·吉布森。尽管评论褒贬不一，但本片在票房上还算是获得成功。阿诺德·施瓦辛格提高本片角色的表演获得2500万美元的片酬。影片上映一周内北美票房收入1300万美元。本片也是泰瑞·克魯斯的演員处女作。
施瓦辛格在以黑夜场景为主的片中，跳瀑布、潜水，逃离别人的追杀，还有类似飞行摩托车的镜头。配上Big Beat的音乐，整部电影充满未知的未来感。男主角叫亚当，似乎也有影射上帝造人的意思（片名直译为“第6日”，指的就是圣经上所说，上帝在第六天造亚当）。

## 劇情
在不久的将来，人类科技的技术已发展到可以克隆任何生物，例如复制羊，鱼，甚至包括人类本身的地步。不过克隆人类仍然被宣布为非法行为。但充满野心的科学家却以坚强的心继续秘密地研究复制人类的可能性，而他们其中的一个成功的实验品就是亚当·吉布森（阿诺德·施瓦辛格饰）。有一天他回到家中，却惊异地发现有一个同他一模一样的克隆人已经霸占了他的家。正在亚当惊疑之际，一伙人绑架了他，并把他投进了一个神秘的邪恶世界，因此他必须要在最短的时间内找出他背后的阴谋是什么，夺回属于他的生命和他最爱的家庭，揭发这一天大阴谋。

## 演员
| 演員            | 角色          |
| --------------- | ------------- |
| 阿诺德·施瓦辛格 | 亚当·吉布森   |
| 迈克尔·拉帕波特 | 汉克·摩根     |
| 托尼·戈德温     | 迈克尔·杜克   |
| 迈克尔·鲁克     | 罗伯特·麦谢儿 |

## 放映
这部影片于2000年在第13屆東京國際影展上首映，并于2000年11月17日正式在影院上映。Box Office Mojo网站称全球票房有1.51亿美元，《综艺》杂志则称全球票房为1亿1600万美元。

### 家庭视频发布
《第六日》 家庭视频发布情况如下：
| 发布时间       | 地区         | 格式 | 说明                                     |
| -------------- | ------------ | ---- | ---------------------------------------- |
| 2001年3月27日  | 美国、加拿大 | DVD  | 停产                                     |
| 2001年5月27日  | 美国、加拿大 | VHS  | 停产                                     |
| 2003年6月3日   | 美国、加拿大 | DVD  | 特别版                                   |
| 2003年12月15日 | 美国、加拿大 | DVD  | 施瓦辛格动作集: 《第六日》和《幻影英雄》 |

蓝光版于2008年4月8日于美国和加拿大发布。其中包含两个花絮但是缺少DVD版本中的解说。

## 反应
对这部电影的评论褒贬不一。评论网站烂番茄报道说115个受访者有41%的人给此片正面评价，平均评分为5.2/10。该网站说：“这是共识，此片提供给阿诺德施瓦辛格一个包含有趣的、令人不安的前提，但这部电影执行得太刻板和公式化导致无法运用好它。”《芝加哥太阳时报》的罗杰埃伯特给《第六日》四分之三星的评分，说它不是和《全面回忆》和《终结者2》一种类型，但它仍然是一个严肃的科幻电影。他还发现电影中描述的克隆技术存在一个问题：说：“[他]的问题，是产生的克隆体[……]可能知道我知道的一切[……】我自己依然会在这旧集装箱。”《洛杉矶时报》的肯尼斯兰不喜欢这部电影的一般表现还有施瓦辛格作为一个动作英雄一般的演出。图兰给这部电影的五分之二星的评分。
《第六日》获得了由于施瓦辛格的缘故三个金酸梅奖提名：最差男演员（亚当），最差男配角（亚当的克隆）和最差银幕搭档（施瓦辛格饰演的亚当和其克隆体），但三个奖项均输给了《地球战场》。这部电影在第二十七届土星奖也被提名四次，但是在最佳男演员和最佳科幻电影的奖项上输给了《X战警》，在最佳特殊效果奖项上输给了《透明人》，在最佳化妆奖项上输给了《圣诞怪杰》。

## 外部連結
- 互联网电影数据库（IMDb）上《The 6th Day》的资料（英文）
- AllMovie上《The 6th Day》的资料（英文）
- Metacritic上《The 6th Day》的資料（英文）
- Box Office Mojo上《The 6th Day》的資料（英文）
- 爛番茄上《The 6th Day》的資料（英文）
- 開眼電影網上《第六日》的資料（繁體中文）
- 时光网上《第六日》的資料（简体中文）
- 豆瓣电影上《第六日》的資料 （简体中文）